# 巨乳排球
《巨乳排球》（日语：おっぱいバレー）是根據日本作家水野宗徳的同名小說所拍攝的電影，在日本於2009年4月18日上映，在香港於7月1日上映。由綾瀨遙主演，青木崇高、仲村亨等合演。
背景設定於1979年，本片使用了大量70年代的日本歌曲。

## 故事大綱
1979年，以一群北九州市戶畑第三中學男學生為主軸，他們由於正值青春期，對性產生無限遐想，尤其是女性的乳房。有一日學校來了位新老師─美香子（綾瀨遙飾），她在致詞中提到自己最喜歡高村光太郎的作品《道程》（與童貞同音）而引起學生譁然。之後她受託擔任男子排球隊的顧問。排球社的社員不會打排球，美香子老師為了激發他們的鬥志，迷迷糊糊地答應了學生們厚臉皮的要求，同意如果學生贏得比賽的話，就讓他們看自己的胸部。

## 主題曲
- Caocao（持田香織・田島貴男）「個人授業」（Avex Trax）

## 書籍
- 「巨乳排球」（2006年11月）ISBN 4803001103
- 「巨乳排球（1）」（2009年3月）ISBN 4803001545
- 「巨乳排球（2）戀の沙灘排球」（2009年3月）ISBN 4803001553

## 外部連結
- 官網
- 互联网电影数据库（IMDb）上《巨乳排球》的资料（英文）